# イレーネ・ディ・グレチア

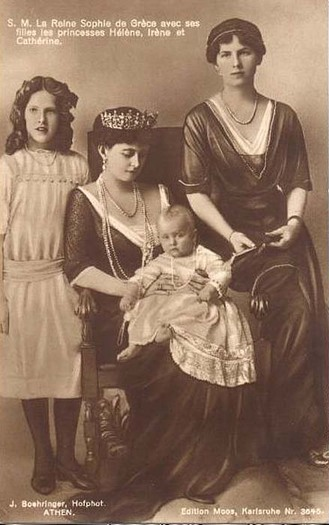
左端が少女時代のイレーネ。姉エレナ、妹エカテリニを抱く母ソフィア王妃とともに。

イレーネ・ディ・グレチア・エ・ダニマルカ（イタリア語: Irene di Grecia e Danimarca, 1904年2月13日 - 1974年4月15日）は、イタリア王族・クロアチア及びスラヴォニア王トミスラヴ2世（イタリア語名: アイモーネ）の妃。ギリシア語名はイリニ・ティス・エラザス（Ειρήνη της Ελλάδας）、クロアチア語名はイレナ（Irena）。

## 生涯
ギリシャ王コンスタンティノス1世とその王妃ソフィアの次女として、アテネで生まれた。ゲオルギオス2世、アレクサンドロス1世、パウロス1世は兄、ルーマニア王ミハイ1世の母后エレナは姉にあたる。
1939年7月、フィレンツェで当時スポレート公であったアイモーネと結婚した。1941年5月、アイモーネがクロアチア独立国国王トミスラヴ2世として即位したことから、イレーネも王妃となった。1943年9月、長男アメデーオが誕生するが、同年10月にイタリア王国が連合国側に降伏したために、母子ともにナチス・ドイツに逮捕された。イレーネと生後間もないアメデーオは、オーストリアの強制収容所へ送られた。その後ポーランドの強制収容所へ送られ、フランス軍に収容所が解放されるまで2人は囚われの身であった。
戦後、イタリアを離れアルゼンチンへ向かったアイモーネに同行せず、フィレンツェに残った。1966年の大洪水の際のイレーネの慈善行為を讃え、トスカーナの首都であるフィレンツェは彼女に名誉市民の称号を贈った。1974年、イレーネはフィエーゾレで没した。遺体はサヴォイア家の霊廟のあるスペルガ聖堂へ運ばれ、夫アイモーネの隣に埋葬された。